# NN-224
La carretera NN-224 es una vía departamental secundaria localizada en el departamento de Rivas, en el suroeste de Nicaragua. Se extiende por 7.71 kilómetros desde el municipio costero de San Juan del Sur hasta la comunidad de El Carrizal. Esta carretera fue inaugurada en 2024 con el propósito de mejorar la conectividad turística y rural en esta zona estratégica del Pacífico sur nicaragüense.

## Trazado y cruces
La siguiente tabla presenta las principales localidades y puntos de conexión de la NN-224:
| km   | Localidad        | Departamento | Conexión / Ruta |
| ---- | ---------------- | ------------ | --------------- |
| 0.0  | San Juan del Sur | Rivas        |                 |
| 7.71 | El Carrizal      | Rivas        |                 |

## Coordenadas
Uno de los tramos de la NN-224 puede ser encontrado en las coordenadas: 11°15′02″N 85°52′16″O / 11.2506, -85.8711